# 萨姆松省

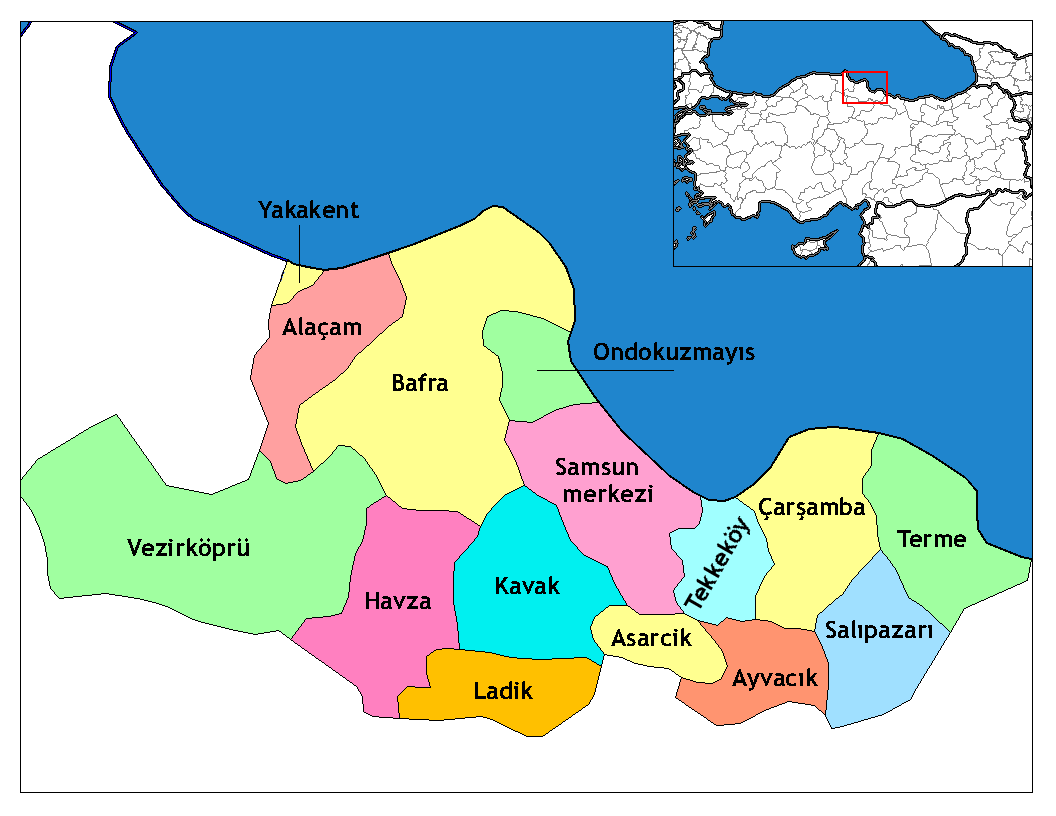
薩姆松省在土耳其的位置和下轄縣

薩姆松省（Samsun ili）是土耳其北部黑海沿海的一個省。面積9,474平方公里。2007年人口1,187,536人。首府薩姆松。1919年5月19日，穆斯塔法·凯末尔·阿塔图尔克在該省發動了土耳其獨立戰爭。
薩姆松省下分15縣。